# Qiu Yuhan
Qiu Yuhan (Anshan, República Popular China, 17 de julio de 1998) es una nadadora china especializada en pruebas de estilo libre media distancia, donde consiguió ser medallista de bronce mundial en 2015 en los 4 x 200 metros.

## Carrera deportiva
En el Campeonato Mundial de Natación de 2015 celebrado en Budapest ganó la medalla de bronce en los relevos de 4 x 200 metros estilo libre, con un tiempo individual de  segundos, tras Estados Unidos (oro) e Italia (plata).